# Panolis griseovariegata
Panolis griseovariegata är en fjärilsart som beskrevs av Johann August Ephraim Goeze 1781. Panolis griseovariegata ingår i släktet Panolis och familjen nattflyn. Inga underarter finns listade i Catalogue of Life.